# Edward Alexander
Edward Porter Alexander (ur. 26 maja 1835, zm. 28 kwietnia 1910) – amerykański oficer wojsk inżynieryjnych, dyrektor wykonawczy i prezes kilku linii kolejowych, pisarz. Służył początkowo w US Army, a później, w czasie wojny secesyjnej (1861–1865), w CS Army, gdzie dosłużył się stopnia generała-brygadiera. Był oficerem odpowiedzialnym za przeprowadzenie zmasowanego bombardowania artyleryjskiego poprzedzającego „szarżę Picketta”, trzeciego dnia bitwy pod Gettysburgiem, on też − jako jeden z pierwszych − potrafił praktycznie wykorzystywać sygnalizację i balony obserwacyjne na polu walki. Po wojnie napisał obszerne wspomnienia i analityczne opracowanie konfliktu, które zostało dobrze ocenione za wnikliwość i obiektywizm. Książka ta, Military Memoirs of a Confederate: A Critical Narrative, została opublikowana w roku 1907, natomiast Fighting for the Confederacy − drobiazgowy i bardzo osobisty opis przeżyć autora w latach nauki i wojny secesyjnej − został odkryty wiele lat po jego śmierci i wydany w 1989 roku.
Urodził się w Waszyngtonie w stanie Georgia jako syn Adama Leopolda Aleksandra, plantatora i bankiera, oraz Sarah Hillhouse Gilbert. Wykształcony przez nauczycieli w gospodarstwie domowym swojej zamożnej rodziny, Alexander wstąpił do Akademii Wojskowej w USA w 1853 roku i ukończył trzecią klasę w klasie 1857. Został mianowany na podporucznika inżynierów w dniu 1 lipca 1857 roku i awansowany na podporucznika w dniu 10 października 1858 roku. Naznaczony od początku jako obiecujący oficer, uczył w West Point zaraz po ukończeniu studiów, towarzyszył wyprawie Alberta Sidneya Johnstona przeciwko Mormonom w 1858 roku, a następnie wrócił do West Point, gdzie w latach 1859–1860 asystował Albertowi J. Myerowi w doskonaleniu „wigwag” system sygnalizacji za pomocą flag lub latarni. W 1860 poślubił Bettie Mason; mieli sześcioro dzieci. Kryzys secesji sprawił, że stacjonował w Fort Steilacoom na Terytorium Waszyngtonu. Chociaż nie był żarliwym secesjonistą, Aleksander później wyjaśnił: „Gdy tylko Północ odmówiła prawa do secesji, zdecydowanie zaaprobowałem jego twierdzenie i utrzymanie siłą, jeśli to konieczne”. Zrezygnował ze stanowiska 1 maja 1861 r. i zaoferował swoje usługi Konfederacji.

## Młodość
Alexander, przez przyjaciół nazywany Porterem, należał do zamożnej rodziny plantatorskiej Południa. Był szóstym z ośmiorga dzieci Adama Leopolda Alexandra, plantatora i bankiera i Sary Hillhouse, z domu Gilbert Został też zięciem dwóch innych generałów CSA, Alexandra Lawtona i Jeremy’ego Gilmera. Ukończył United States Military Academy w roku 1857 z trzecią lokatą i otrzymał stopień brevet-podporucznika wojsk inżynieryjnych. Przez krótki okres uczył inżynierii i fechtunki w Akademii, po czym dostał rozkaz zameldowania się u gen-bryg. Alberta Johnstona w celu udania się na ekspedycję do Utah. Misja ta zakończyła się nim zdążył dołączyć do Johnstona, po czym wrócił do bazy, gdzie uczestniczył w wielu eksperymentach i pracował jako asystent majora Alberta Myera, pierwszego oficera łączności US Army i wynalazcę kodów dla sygnalizacji flagowej, zwanej również „telegrafem powietrznym”. 10 października 1858 roku Alexander został awansowany na podporucznika służby stałej.
W roku 1859 Alexander poznał Bettie Mason i poślubił ją 3 kwietnia 1860 roku. Mieli sześcioro dzieci: Bessie Mason (ur. 1861), Edwarda Portera II i Lucy Roy (bliźnięta ur. 1863), nienazwaną dziewczynkę zmarłą tuż po urodzeniu (1865), Adama Leopolda (1867) i Williama Masona.
Ostatecznie por. Alexander otrzymał przydział do fortu na wyspie Alcatraz koło San Francisco.

## Wojna domowa
1 maja 1861 roku, gdy dowiedział się o secesji swego rodzinnego stanu, Georgii, Alexander zwolnił się z US Army, by wstąpić do armii konfederackiej w stopniu kapitana wojsk inżynieryjnych. W czasie gdy werbował i szkolił nowych rekrutów celem sformowania konfederackiej służby łączności, kazano mu zameldować się u gen-bryg. P.G.T. Beauregarda w Manassas Junction, z którego rekomendacji 3 czerwca został szefem służby inżynieryjnej i oficerem sygnałowym Armii Potomaku.
Podczas I bitwy nad Bull Run Alexander zapisał się w historii jako ten, kto jako pierwszy użył flag sygnałowych do kontaktowania się na znaczną odległość. Zajmujący stanowisko na szczycie Signal Hill pod Manassas, Kpt. Alexander dostrzegł manewr wojsk unionistów i natychmiast posłał sygnał do płk. Nathana „Shanks” Evansa: „Popatrz w lewo, jesteś oskrzydlany”. Generałowie Beauregard i Joseph Johnston, którzy również odebrali ten sygnał, posłali posiłki, które zmieniły obraz bitwy na korzyść konfederatów.
1 lipca Alexander otrzymał awans na majora, a 31 grudnia 1861 roku na podpułkownika. W tym okresie pełnił obowiązki naczelnego kwatermistrza w armii Johnstona, która później stała się Armią Północnej Wirginii. Dopracowywał jednocześnie swój kod flagowy i zajmował się zbieraniem informacji wywiadowczych współpracując ze szpiegami działającymi w okolicach Waszyngtonu.

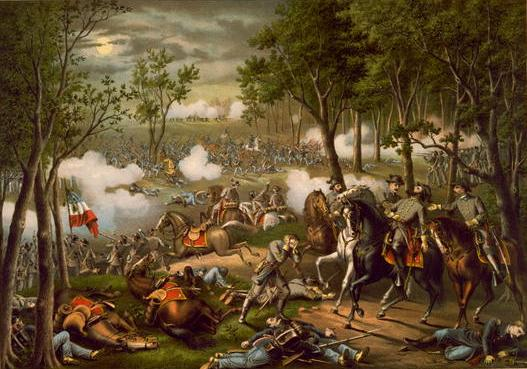
Alexander walczył m.in. w bitwie pod Chancellorsville

Na początku kampanii półwyspowej 1862 roku nadal był szefem kwatermistrzostwa Johnstona, ale uczestniczył także w działaniach zbrojnych (np. w bitwie o Williamsburg pod dowództwem gen-maj. Jamesa Longstreeta. Gdy dowodzenie armią przejął gen. Robert E. Lee, Alexandrowi zlecono zakładanie wysuniętych punktów zaopatrzenia dla wojska podczas ofensywy w trakcie bitew siedmiodniowych. Kontynuował też zbieranie informacji wywiadowczych, zajmując 27 czerwca ochotniczo miejsce w gondoli balonu i wracając na ziemię z wartościowymi informacjami odnośnie do pozycji przeciwnika pod Gaines’ Mill.
Alexander zajmował się zaopatrzeniem w czasie II bitwy nad Bull Run i nad Antietam). Omal nie został wzięty do niewoli przez kawalerię unionistów dowodzoną przez płk. Benjamina „Grimes” Davisa, która wyrwała się spod Harpers Ferry i w odwrocie zagarnęła ponad czterdzieści z osiemdziesięciu wozów z amunicją dla Longstreeta.
Porter Alexander jest jednak lepiej znany jako artylerzysta, który odegrał znaczącą rolę w wielu bitwach tej wojny. Jako taki służył od 7 listopada 1862 roku w I Korpusie Longstreeta w Armii Północnej Wirginii. 5 grudnia został awansowany na stopień pułkownika. Jego kluczowym działaniem było rozstawienie baterii artylerii na Wzgórzu Marye w grudniu 1862 roku pod Fredericksburgiem, co zadecydowało o zwycięstwie konfederatów. Alexander towarzyszył także „Stonewallowi” Jacksonowi w jego flankującym marszu podczas bitwy pod Chancellorsville w maju 1863 roku, a rozstawiona przezeń w zagajniku Hazel Grove artyleria ponownie zapewniła zwycięstwo.

### Kanonada pod Gettysburgiem
Najbardziej znana akcja Alexandra miała miejsce 3 lipca 1863 roku podczas bitwy pod Gettysburgiem, w której dowodził artylerią korpusu Longstreeta. Tego dnia dowodził całą artylerią armii (niezależnie od tego, że formalnie rolę tę pełnił gen-bryg. William Pendleton). Przeprowadził masowe, dwugodzinne bombardowanie pozycji unionistów − być może największe w tej wojnie − do czego użył 150–170 dział przeciwko pozycjom unionistów na Grzbiecie Cmentarnym. Jednak zła jakość zapalników konfederackich pocisków opóźniała detonacje, a ponadto część dział nie została właściwie ustawiona, skutkiem czego więcej pocisków spadało na tyły niż na pozycje frontowe. Przeciwnik Alexandra, unijny gen-bryg. Henry Hunt, kazał swym bateriom zamilknąć, co przekonało konfederatów, że zostały zniszczone. W rezultacie nawała ogniowa nie przyniosła spodziewanych rezultatów, a szarża Picketta (i wraz z nią cała bitwa) zakończyła się klęską konfederatów.

### Dowódca artylerii Longstreeta
Jesienią 1863 roku Alexander wziął udział w marszu Korpusu do północnej Georgii by wesprzeć siły gen. Braxtona Bragga nad Chickamaugą. Przybył zbyt późno i nie wziął udziału w bitwie, ale w kampanii knoxvillskiej, jak i w Departamencie Wschodniego Tennessee był szefem artylerii Longstreeta. Na początku 1864 roku wrócił wraz z korpusem do Wirginii, gdzie 26 lutego otrzymał awans na generała-brygadiera. Brał udział we wszystkich bitwach kampanii lądowej, a gdy gen-por. Ulysses Grant przeszedł za plecami armii gen. Lee i sforsował rzekę James by uderzyć na Petersburg, Alexander zdołał przemknąć się ze swymi działami między liniami wroga i rozstawić je na pozycjach tuż przed głównym atakiem.
Podczas oblężenia Petersburga Alexander zaadaptował swą artylerię do wojny pozycyjnej, m.in. eksperymentując z różnymi typami moździerzy. Był przekonany, że unioniści drążą tunele pod szańcami konfederatów, ale nim zdołał cokolwiek uczynić w tej sprawie został ranny w ramię. Wyjeżdżając na leczenie do Georgii poinformował gen. Lee o swych podejrzeniach, skutkiem czego konfederaci podjęli bez powodzenia kilka prób wykrycia tych tuneli. Wybuch miny 30 lipca zaskoczył konfederatów, ale atakujący wyłom unioniści ponieśli klęskę. Alexander wrócił do armii w lutym 1865 roku; zawiadywał stanowiskami obrony Richmondu nad rzeką James. Wycofał się wraz z armią Roberta Lee.
W Appomattox Court House Alexander zaproponował Lee, by zamiast kapitulować, rozproszyć armię. Lee ofuknął go, a Alexander napisał później, że żałował swojej sugestii. Incydent ten jest czasami opisywany jako złożenie propozycji prowadzenia „wojny partyzanckiej”, ale Alexander wyjaśnił w swych wspomnieniach Fighting for the Confederacy, że jego pomysłem było, by zamiast poddać się, „kazać armii rozproszyć się po lasach, gdzie ludzie mieliby do wyboru albo przyłączyć się do gen. Johnstona w Karolinie Północnej, albo wrócić z bronią w ręku do swego stanu i zameldować się u gubernatora”.

## Ostatnie lata
Po przegranej wojnie Alexander przez krótki czas służył w armii Brazylii. Po powrocie do ojczyzny pojął, że wcale nie pragnie powrotu do życia na plantacji. Wykładał matematykę na University of South Carolina w Columbii, po czym pracował na kierowniczych stanowiskach w kilku liniach kolejowych Południa.
Alexander zaprzyjaźnił się z Groverem Clevelandem, z którym spędził wiele godzin polując na kaczki na terenie swej posiadłości w Georgii. W maju 1897 roku prezydent Cleveland mianował Alexandra przewodniczącym komisji mającej przeprowadzić demarkację granicy pomiędzy Nikaraguą i Kostaryką, co miało związek z ewentualną budową kanału interoceanicznego w Ameryce Środkowej. Alexander dwa lata spędził w nadmorskiej wiosce Greytown (dzisiaj San Juan de Nicaragua). Ukończył prace ku zadowoleniu obu zainteresowanych rządów i do USA wrócił w październiku 1899 roku. Żona Alexandra, Bettie, rozchorowała się w czasie pobytu męża w Nikaragui i zmarła niedługo po jego powrocie, 20 listopada. W październiku 1901 roku ożenił się z Mary Mason, bratanicą swojej pierwszej żony.
Alexander stał się poważanym pisarzem. Napisał wiele artykułów prasowych, a w roku 1907 wydał Military Memoirs of a Confederate: A Critical Narrative, wspomnienia wychwalane przez Douglasa Freemana jako „najlepsza krytyka działań Armii Północnej Wirginii”. Wiele lat po śmierci Alexandra okazało się, że Military Memoirs, uznawane za profesjonalną pracę analityczną z dziedziny historii wojen, napisał po wielu wysiłkach, by wydać zbiór dużo bardziej osobistych wspomnień, które zaczął spisywać na prośbę rodziny podczas pobytu w Nikaragui. Te wcześniejsze wspomnienia zostały opracowane i opublikowane w roku 1989 jako Fighting for the Confederacy: The Personal Recollections of General Edward Porter Alexander.
Odmiennie od takich oficerów konfederackich jak Jubal Early czy William Pendleton, Alexander zrezygnował z gorzkich teorii o straconych szansach Południa. Na piśmie wyraził swe krytyczne stanowisko wobec wybitnych konfederackich oficerów, nie wykluczając opromienionego sławą generała Lee. Wielu historyków uważa wspomnienia Alexandra za jedno z najbardziej obiektywnych źródeł, pozostawionych przez uczestników wojny secesyjnej. David Eicher nazywa Fighting for the Confederacy „wspaniałą osobistą opowieścią z elementami pracy analitycznej o operacjach generała Lee... dramatyczną i demaskatorską, będącą ważnym źródłem wiedzy o generale, jego oficerach i o Armii Północnej Wirginii”. Alexander napisał kilka innych książek, m.in. Railway Practice (1887) i Catterel, Ratterel (Doggerel) (1888).
Zmarł w Savannah i został pochowany w Augusta (Georgia).